# Sandro Cantone
Alessandro Cantone, detto Sandro (Pavia, 15 settembre 1922 – Cava Manara, 17 marzo 2015), è stato un politico italiano.
In carica dal 1990 al 1993, fu l'ultimo sindaco democristiano della città di Pavia.

## Biografia
Originario di Zerbolò, di professione impiegato presso le Ferrovie dello Stato, militò politicamente nelle file della Democrazia Cristiana nella città di Pavia. Venne eletto più volte in consiglio comunale, e ricoprì l'incarico di capogruppo DC dal 1973 al 1978 e dal 1978 al 1983. Negli anni turbolenti dello scandalo di Tangentopoli, fu eletto sindaco di Pavia nel 1990 al posto di Sandro Bruni, dimissionario. Il 25 gennaio 1993, in seguito al mancato appoggio di alcuni consigliere di maggioranza, la giunta Cantone decadde e il comune venne commissariato con il vice-prefetto Domenico Gorgoglione fino a quando a Palazzo Mezzabarba si insediò Rodolfo Jannaccone, primo sindaco pavese eletto direttamente dalla cittadinanza.
Morì il 17 marzo 2015 all'età di 92 anni.